# Miguel Prim Tomás
Miguel Prim Tomás (València, 2 de maig de 1943) és un polític valencià, diputat al Congrés dels Diputats en la VII legislatura i senador en la V i VI legislatures.
Enginyer Tècnic Agrícola des de 1964, és diplomat per la Cambra de comerç Hispano-Holandesa en Tècnica i Economia de la flor tallada, i pel ministeri d'Agricultura en divulgació agrària. Ha estat funcionari del SEA des de 1966 a Sagunt, cap de l'Agència d'Extensió Agrària de la Conselleria d'Agricultura i Medi ambient a Torreblanca, des de 1969. Fou escollit senador del Partit Popular per la província de Castelló a les eleccions generals espanyoles de 1993 i 1996. Fou vicepresident primer de la comissió especial per a l'estudi dels problemes del medi rural.
També fou elegit diputat a les eleccions generals espanyoles de 2000. Ha estat vocal de la Comissió d'Agricultura, Ramaderia i Pesca del Congrés dels Diputats.

## Corrupció
Es troba acusat en l'anomenat cas Fabra. Se li ha imposat una fiança de 800.000 euros. La instrucció del cas ha estat finalitzada i s'ha distat acte d'obertura de judici oral, la data de la qual resta encara per ser fixada.